# San Antonio Hermenegildo Galeana
San Antonio Hermenegildo Galeana är en ort i Mexiko.   Den ligger i kommunen Hermenegildo Galeana och delstaten Puebla, i den sydöstra delen av landet, 170 km nordost om huvudstaden Mexico City. San Antonio Hermenegildo Galeana ligger 702 meter över havet och antalet invånare är 408.
Terrängen runt San Antonio Hermenegildo Galeana är huvudsakligen kuperad, men västerut är den bergig. Runt San Antonio Hermenegildo Galeana är det ganska tätbefolkat, med 104 invånare per kvadratkilometer. Närmaste större samhälle är Olintla, 5,5 km sydost om San Antonio Hermenegildo Galeana. Omgivningarna runt San Antonio Hermenegildo Galeana är en mosaik av jordbruksmark och naturlig växtlighet.